# Cicaré CH-2
Die Cicaré CH-2 war ein Hubschrauber des argentinischen Herstellers Cicaré Helicópteros.

## Geschichte
Die CH-2 war der zweite von Augusto Cicaré entworfene und gebaute Hubschrauber. Der Hubschrauber war zweisitzig, wobei die Besatzung nebeneinander saß. Er war in konventioneller Bauweise aus Stahlrohren gefertigt, der Heckausleger erinnerte dadurch an die Bell 47. Die Kabine war nur während der ersten Flüge nicht verkleidet und dann zum größten Teil geschlossen. Lediglich die Einstiegsöffnungen blieben offen. Der Lycoming-HO-360-A1A-Vierzylinder-Boxermotor mit 132 kW trieb den Dreiblatthaupt- sowie den Heckrotor an. Die einzige gebaute Maschine wurde auch mit einer Sprühausrüstung versehen, um ihre Eignung für den landwirtschaftlichen Einsatz zu testen.

## Technische Daten

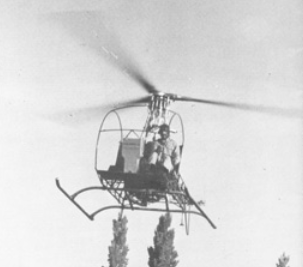
Der CH-2 noch ohne Cockpitverkleidung bei einem seiner ersten Testflüge.

| Kenngröße             | Daten                                                      |
| --------------------- | ---------------------------------------------------------- |
| Besatzung             | 1                                                          |
| Passagiere            | 1                                                          |
| Länge                 | 8,45 m                                                     |
| Höhe                  | 2,35 m                                                     |
| Rotordurchmesser      | 7,30 m                                                     |
| Leermasse             | 390 kg                                                     |
| max. Startmasse       | 690 kg                                                     |
| Reisegeschwindigkeit  | 135 km/h                                                   |
| Höchstgeschwindigkeit | 165 km/h                                                   |
| Dienstgipfelhöhe      | 3200 m                                                     |
| Reichweite            | 400 km                                                     |
| Triebwerke            | 1 × Lycoming-HO-360-A1A-Vierzylinder-Boxermotor mit 132 kW |